# Microgonia phyllata
Microgonia phyllata är en fjärilsart som beskrevs av Achille Guenée 1858. Microgonia phyllata ingår i släktet Microgonia och familjen mätare. Inga underarter finns listade i Catalogue of Life.